# قلب‌ها و ذهن‌ها
قلب‌ها و ذهن‌ها (انگلیسی: Hearts and Minds) فیلمی در ژانر مستند به کارگردانی پیتر دیویس است که در سال ۱۹۷۴ منتشر شد.